# Klopfnadelung

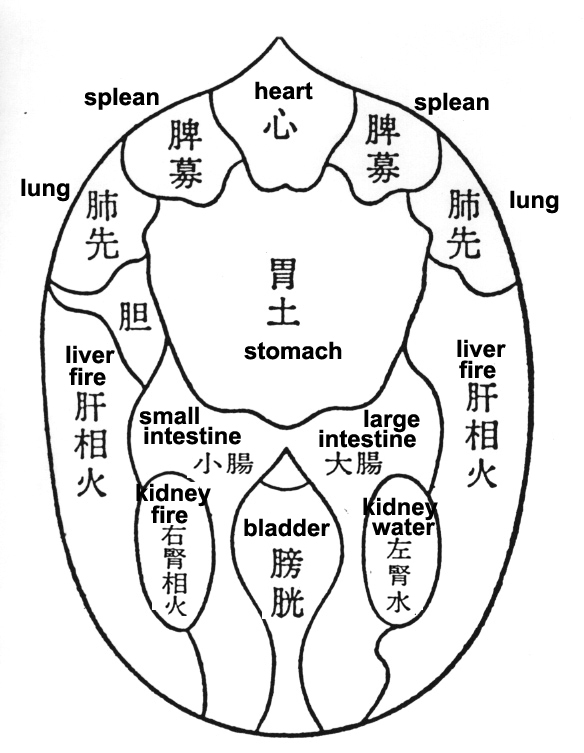
Diagnose- und Therapiefelder der Klopfnadelung (nach Shindō hiketsushū, 1685)

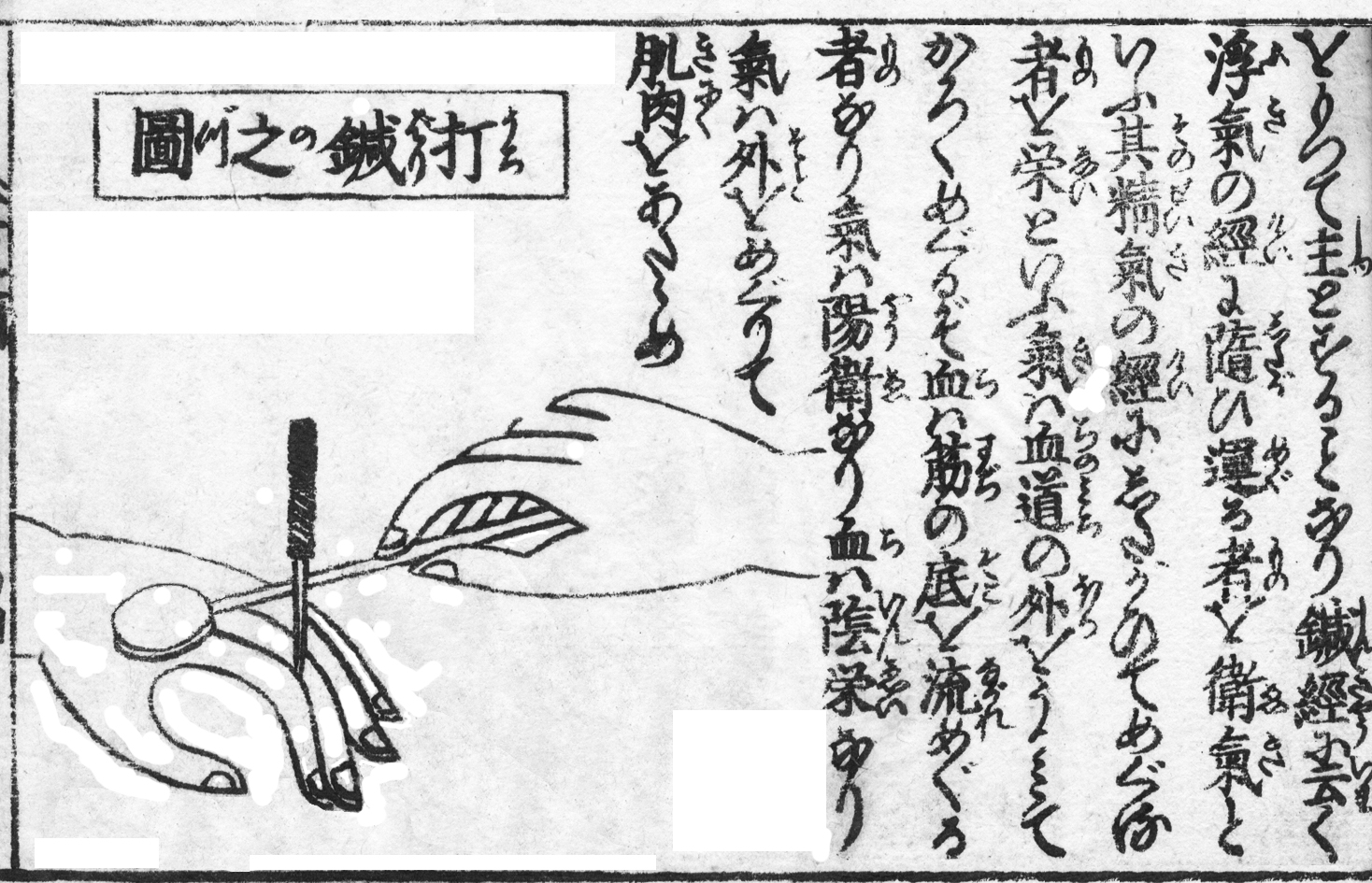
Nadel im Handbuch Shinkyū chōhōki (1718)

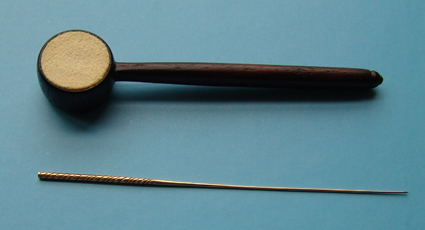
Goldnadel und Hämmerchen nach Misono Isai (Länge ca. 10 cm)

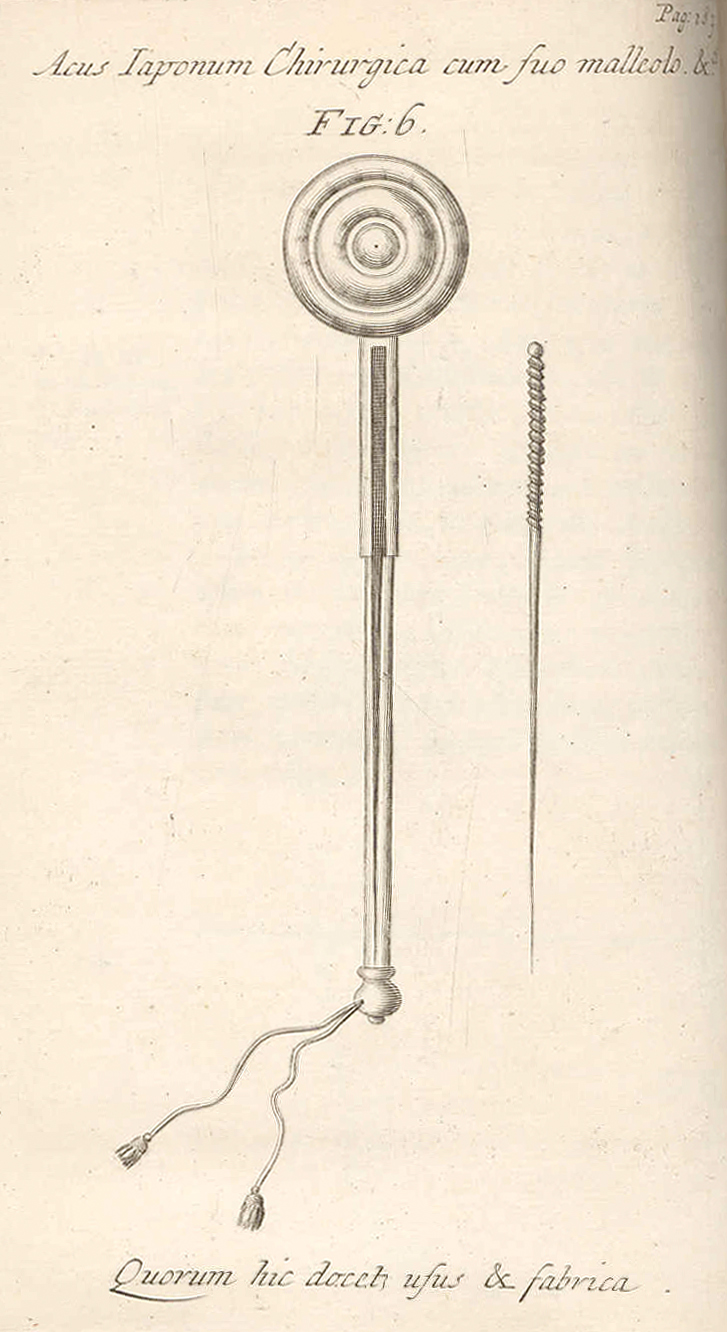
Nadel und Hämmerchen in Willem ten Rhijnes Dissertatio de Arthritide (1683).

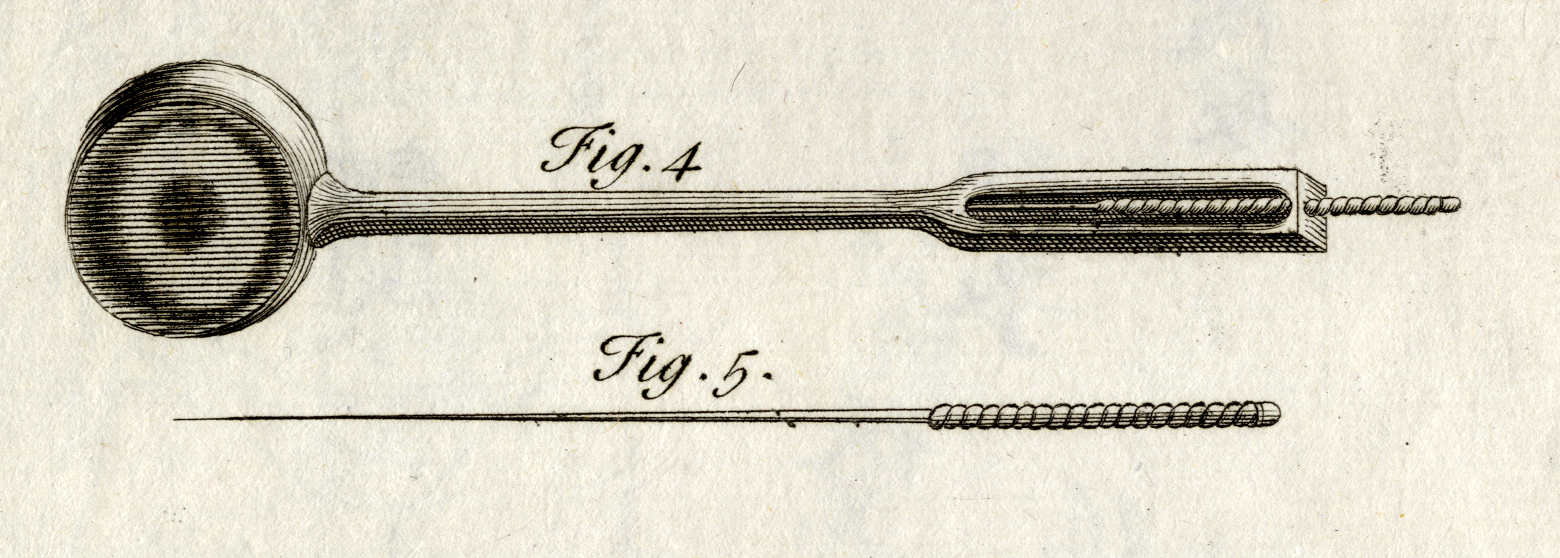
Goldnadel und Hämmerchen in Engelbert Kaempfers History of Japan (1727)

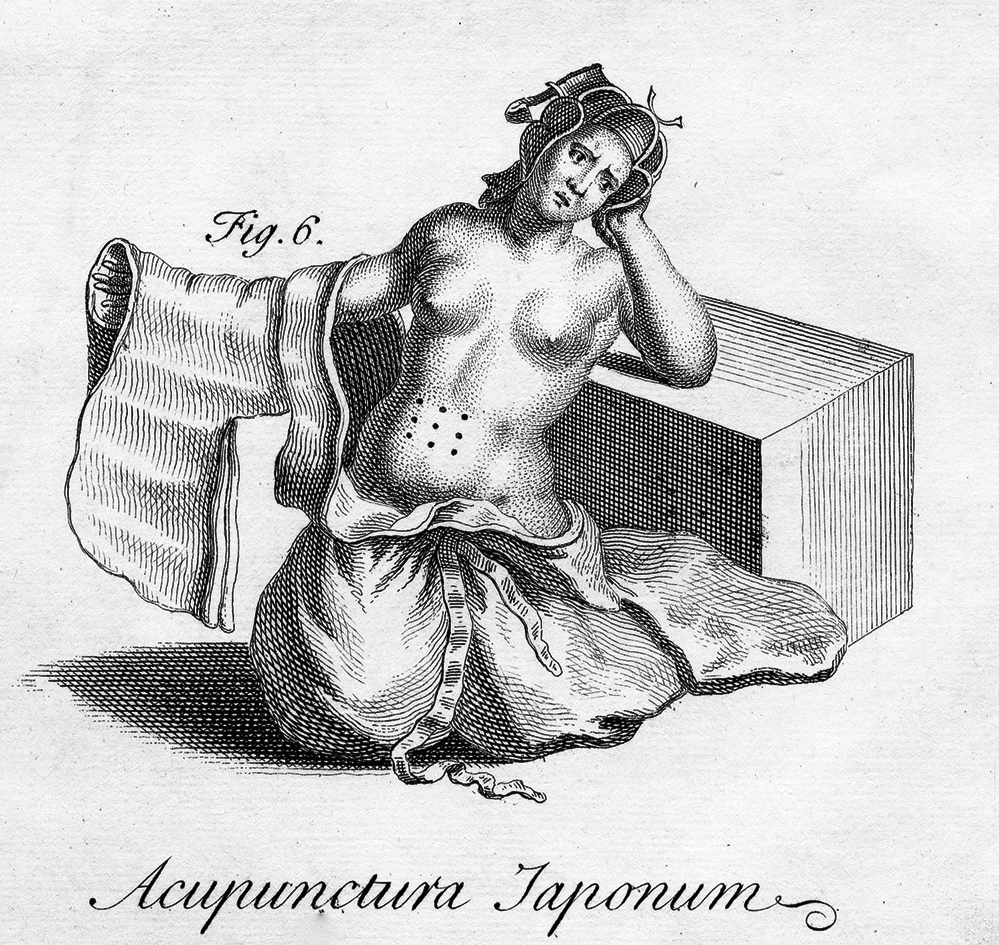
Therapiepunkte bei „Kolik“ nach Engelbert Kaempfer, 1727

Als Klopfnadelung,  (jap. 打鍼法, dashinhō, auch uchibari) bezeichnet man eine japanische Akupunkturtechnik, die mit dickeren Nadeln und einem kleinen Hämmerchen durchgeführt wird.

## Geschichtlicher Hintergrund
Als Erfinder gilt der Zen-Mönch Mubun (無分, ?–1616). Der Überlieferung zufolge wurde die mit einer spezifischen Diagnostik verbundene Therapie dann durch Misono Isai (御薗 意斎) entwickelt und gegen Ende des 17. Jahrhunderts in der „Sammlung der Geheimnisse des Nadelwegs“ (Shindō hiketsu-shū) publiziert.
Die erste westliche Abbildung des Hämmerchens und der Nadel präsentierte der niederländische Arzt Willem ten Rhijne, der von 1674 bis 1676 in der Handelsniederlassung Dejima (Nagasaki) tätig war. Von ihm stammt auch der Begriff „Acupunctura“. Eine ähnliche Abbildung und ein ausführliches Therapiebeispiel lieferte der Lemgoer Arzt und Japanforscher Engelbert Kaempfer, der von 1690 bis 1692 in Nagasaki lebte. Keiner der westlichen Autoren erkannte, dass es sich um eine neue japanische Therapie handelt, die es in China nicht gab.
Nach der staatliche verordneten Einführung der westlichen Medizin im Jahre 1870 verschwand die Klopfnadelung aus dem Arsenal der traditionellen Therapeuten. In den siebziger Jahren des 20. Jhs. kam es zur Wiederbelebung durch Fujimoto.

## Instrumentarium
Man verwendet Gold- oder Silbernadeln, die dicker als die herkömmlichen Akupunkturnadeln sind, weil sie nicht eingedreht, sondern geklopft werden. Die Hämmerchen werden gewöhnlich aus Ebenholz oder Paulownienholz gefertigt. Im Kopf ist zur Beschwerung ein Metallstück eingelassen. Der Griff wurde oft ausgehöhlt, um die Nadel nach Gebrauch dort unterzubringen.

## Ausführung
In der Klopfnadel-Therapie spielen die herkömmlichen chinesischen Leitbahnen (Meridian) keinerlei Rolle. Stattdessen dient die Bauchregion als Repräsentationsfläche für die einzelnen Organe. Deren Zustand wird durch Palpation ermittelt. Bei der Nadelung sitzen die Fingerkuppen der linken Hand leicht auf der Haut. Die Nadel ist zwischen den Fingern eingeklemmt. Mit dem Hämmerchen treibt man sie an der betreffenden Stelle flach ein. Je nach Therapieziel unterscheidet man eine Reihe von Techniken wie „Feuerziehnadelung“ (hihiki no hari),   „Wechselziehnadelung“ (aihiki no hari), „Magenerleichterungsnadelung“ (ikai no hari), u. a. m.